# Colonia sueca de San Bartolomé
La colonia sueca de San Bartolomé fue una colonia sueca establecida en el Caribe. En 1784, uno de los ministros del rey francés Luis XVI cedió San Bartolomé a Suecia a cambio de derechos comerciales en el puerto sueco de Gotemburgo. El dominio sueco duró casi un siglo hasta 1878, cuando los franceses recompraron la isla.

## Antecedentes
Tras los problemas experimentados por los primeros colonos franceses, San Bartolomé fue colonizado con éxito por marineros franceses en 1763. Atraído por la prosperidad de la isla durante la Guerra de Independencia de los Estados Unidos, Gustavo III de Suecia acordó intercambiar los derechos comerciales franceses en Gotemburgo contra la colonización sueca de la isla. Además de sus fuentes de agua dulce, la isla producía cantidades moderadas de algodón, azúcar, cacao, tabaco y frutas, al tiempo que prometía ingresos sustanciales del comercio a través de su puerto natural en la costa oeste de la isla.
El 1 de julio de 1784, la isla pasó a ser posesión sueca. El rey informó de la adquisición al consejo privado de Suecia el 23 de agosto. El 1 de septiembre, se nombró a funcionarios suecos bajo el liderazgo de Salomon von Rajalin (1757-1825), el primer gobernador sueco de la isla, para administrar la isla. Zarparon de Gotemburgo el 4 de diciembre de 1784 en la fragata Sprengtporten y llegaron a San Bartolomé el 6 de marzo de 1785. En enero de 1785 ya habían llegado los comerciantes suecos Jacob Röhl y Adolf Fredrik Hansen para establecer un puesto comercial con almacén. En ese momento, la isla tenía una población de unos 750 habitantes, de los cuales 281 eran esclavos africanos. En las zonas rurales se hablaba francés, mientras que en la capital se hablaba inglés. Sólo el 3-4% de la población era de ascendencia sueca.

## Historia del dominio sueco
El 7 de marzo de 1785, el comandante francés Chevalier de Durant cedió la autoridad a von Rajalin quien, el 16 de abril de 1785, introdujo el comercio libre de impuestos para los barcos visitantes. El 7 de septiembre estableció San Bartolomé como puerto libre. El puerto francés de Le Carénage pasó a llamarse Gustavia en honor al rey sueco.
A partir del 28 de agosto de 1786, la trata de esclavos se incluyó en una carta real y el 12 de marzo de 1790 se estableció el régimen fiscal para el envío de esclavos de África Occidental. Entre un tercio y la mitad de la población de San Bartolomé eran esclavos registrados en 1819 (las estimaciones son entre 1.283 y 2.033 esclavos). El 31 de octubre de 1786, la Compañía Sueca de las Indias Occidentales se estableció en la isla con la responsabilidad de mantener el puerto y el empleo de los funcionarios suecos. A finales de siglo, alrededor de 1.330 barcos visitaban anualmente el puerto de Gustavia.
A principios del siglo XIX, la población había aumentado a alrededor de 6.000 habitantes, de los cuales unos 5.000 vivían en Gustavia. Del 19 de marzo de 1801 al 10 de julio de 1802, los británicos ocuparon la isla después de que los suecos se rindieran a una flota británica de 16 barcos. El semanario The Report of St Bartholomew se publicó de 1804 a 1819 y documenta la vida en la isla durante un período de 15 años. Tras los disturbios entre las comunidades francesa e inglesa de la isla en septiembre de 1811, el 25 de septiembre se estableció un consejo administrativo formado por el gobernador y seis funcionarios para gobernar la isla. También se hicieron arreglos para la representación popular dentro de una asamblea que se reunía cada tres años. El comercio continuó floreciendo durante la Guerra de 1812 entre Gran Bretaña y Estados Unidos, cuando el 20% de las exportaciones estadounidenses pasaban por San Bartolomé.
En 1812, el parlamento sueco transfirió la colonia al rey como propiedad privada. Se creó un departamento colonial en la cancillería del rey y los derechos e ingresos aduaneros se ingresaron en el fondo de San Bartolomé del rey. Los ingresos de 1812 a 1816 ascendieron a alrededor de 1,9 millones de coronas suecas y de 1817 a 1830 a 1,8 millones de coronas suecas, lo que proporcionó un excedente total de 2,2 millones de coronas suecas. En 1839, Gustavia perdió su papel de puerto libre. Posteriormente Suecia (entonces unificada con Noruega) proporcionó el apoyo financiero necesario.
En 1840, unas 300 personas murieron cuando una febril epidemia azotó la isla, reduciendo la población a unas 2.500 personas. En 1850, la isla también sufrió una grave sequía.

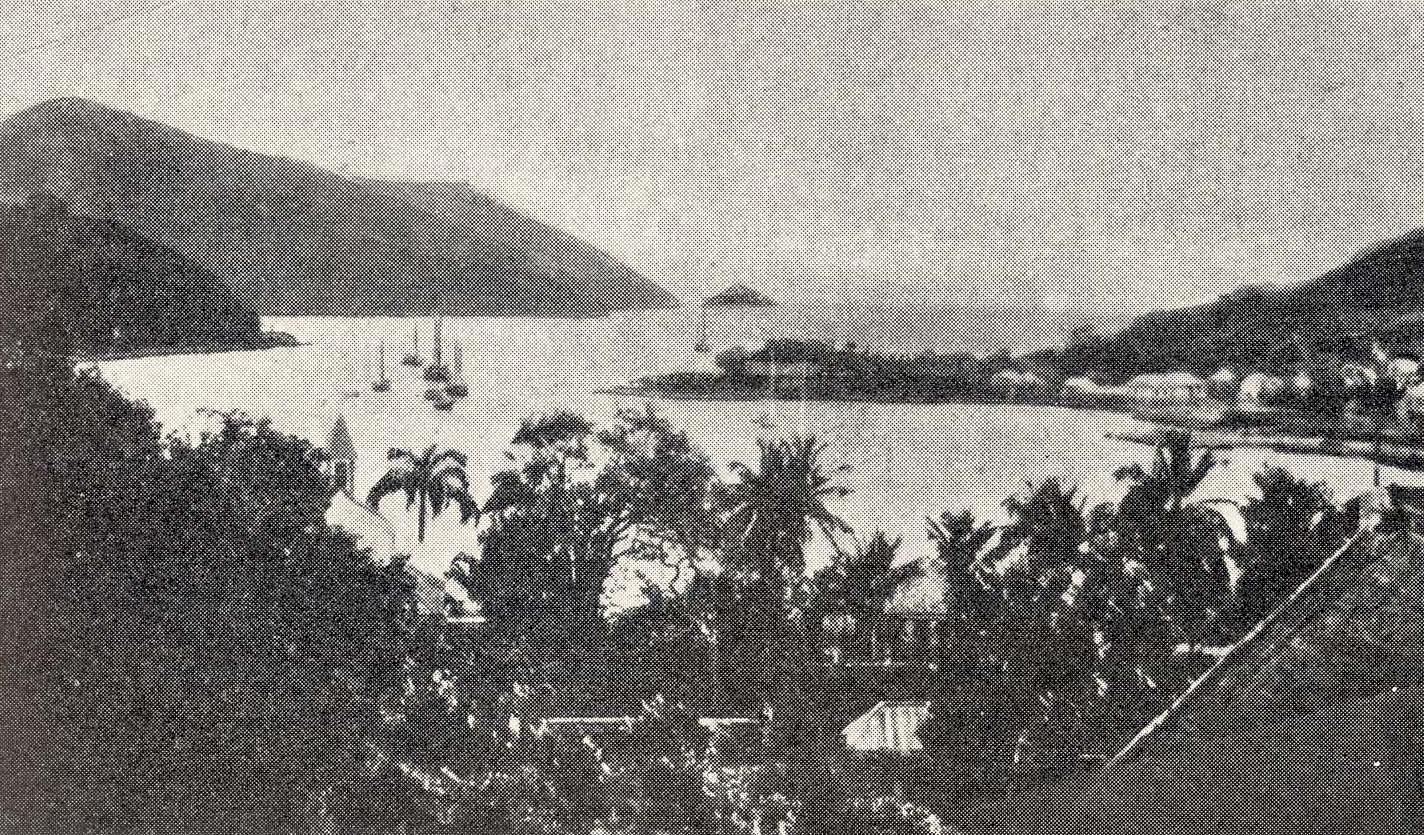
Foto de la isla tomada c. 1865.

A mediados de la década de 1840, el parlamento sueco dictaminó que San Bartolomé debería volver a incluirse bajo la administración nacional. El parlamento también abolió el comercio de esclavos y la esclavitud en la isla. Un censo de finales de 1875 indicó que había alrededor de 2.300 personas viviendo en la isla, 800 de las cuales residían en Gustavia. Ese año sólo 399 barcos navegaron hacia la isla de los cuales 227 eran de Gran Bretaña y 132 de Suecia.

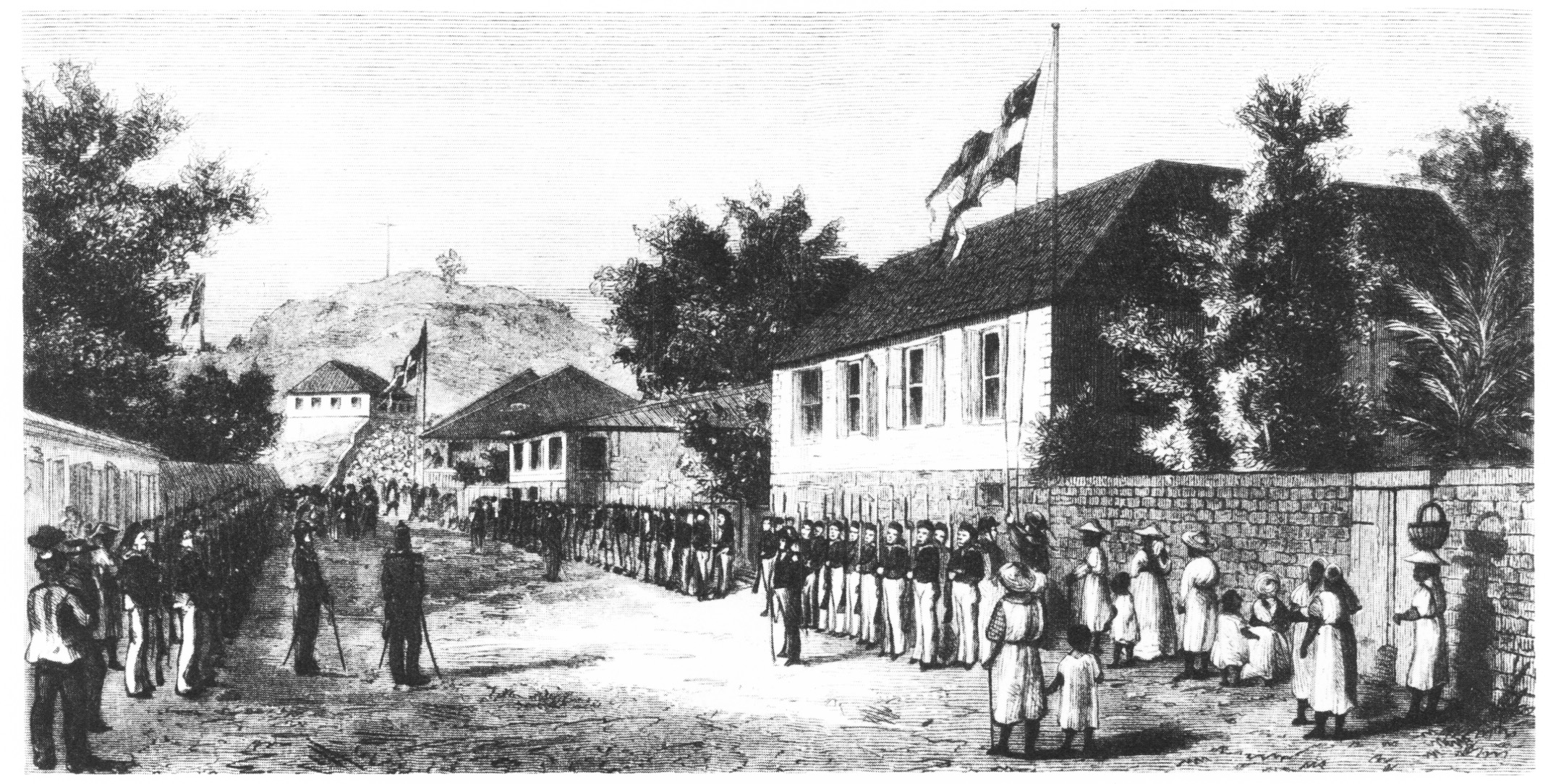
Ceremonia en la que Suecia devolvió la isla a Francia en 1878.

Como resultado del aumento del apoyo financiero necesario para administrar la colonia, las autoridades suecas intentaron entre 1868 y 1870 negociar la venta de la isla a los Estados Unidos. También se iniciaron negociaciones con Italia, pero finalizaron cuando Suecia se enteró de que Italia planeaba utilizar la isla como colonia penal. Posteriormente, tras convertirse en rey Óscar II, se abrieron negociaciones con Francia para la recompra de la isla. El 10 de agosto de 1877 se firmó en París el acuerdo de cesión. Fue ratificado en Estocolmo el 9 de noviembre de 1877 y en París el 4 de marzo de 1878. El precio de la transacción fue de 80.000 francos para los activos suecos y 320.000 francos para la repatriación y jubilación de los funcionarios suecos. El 16 de marzo de 1878, los franceses volvieron a ocupar oficialmente San Bartolomé.

## Gobernadores

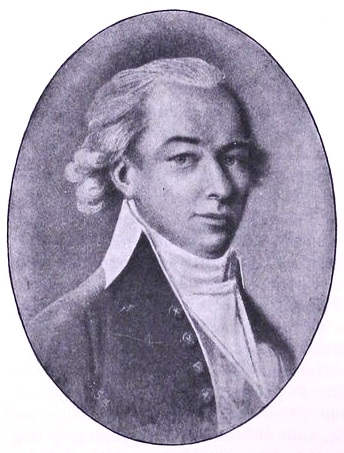
El primer gobernador sueco, Salomon von Rajalin.

- Salomon von Rajalin (marzo de 1785 - marzo de 1787)
- Pehr Herman von Rosenstein (abril de 1787 - junio de 1790)
- Carl Fredrik Bagge af Söderby (junio de 1790 - noviembre de 1795)
- Georg Henrik Johan af Trolle (noviembre de 1795 - enero de 1801)
- Hans Henrik Anckarheim (enero de 1801 - febrero de 1812)
- Berndt Robert Gustaf Stackelberg (febrero de 1812 - octubre de 1816)
- Johan Samuel Rosensvärd (octubre de 1816 - septiembre de 1818)
- Carl Fredrik Berghult (gobernador en funciones, septiembre de 1818 - agosto de 1819)
- Johan Norderling (agosto de 1819 - 2 de mayo de 1826)
- James Haarlef Haasum y Lars G Morsing (mayo de 1826 - octubre de 1833)
- James Haarlef Haasum (octubre de 1833 - agosto de 1858)
- Fredrik Carl Ulrich (agosto de 1858 - agosto de 1868, también gobernador interino julio de 1841 - noviembre de 1842, julio de 1844 - noviembre de 1845, mayo de 1853 - octubre de 1854)
- Georg Wilhelm Netherwood (gobernador interino agosto de 1868 - diciembre de 1868)
- Bror Ludvig Ulrich (diciembre de 1868-16 de marzo de 1878)
- Alarik Helleday (gobernador interino junio de 1874 - noviembre de 1875)